# Ізабель Бле
Ізабель Софі Емілі Бле (фр. Isabelle Sophie Emilie Blais; нар. 1975, Труа-Рів'єр, Квебек) — канадська актриса кіно- та телефільмів, співачка.

## Біографія
Народилася в Труа-Рів'єр у 1975 р. Закінчила Монреальський кампус Музично-театральної консерваторії Квебеку. Незабаром критики відзначили майстерність виконання нею ролі Джульєтти у постановці шекспірівської п'єси «Ромео і Джульєтта», а в 2001 р. вони відзначили її роль в п'єсі «Людина в м'якій раковині» Андре Тюрпена.
У 2002 зіграла роль у «Визнанні небезпечної людини» Джорджа Клуні. У 2003 отримала премію Жютра як Краща актриса другого плану за роль у молодіжній комедії «Квебек — Монреаль» режисера Рікардо Трожі. У тому ж році зіграла роль другого плану у фільмі «Навала варварів» режисера Дені Аркана. У 2004 зіграла головну роль у стрічці «Коханці» (Les Aimants) Іва Пеллетьє, за яку була знову номінована на премію Жютра, а також на канадську премію за роль першого плану. У 2007 зіграла епізодичну роль у чорній комедії «По слідам Ігоря Ріцці» режисера Ноеля Мітрані.
В останні роки зіграла кілька головних ролей. Її героїні — дівчини яскраві, вольові і з характером.
Також Ізабель Бле є солісткою квебекської рок-групи Caïman Fu.

## Дискографія
- 2003: Caïman Fu
- 2006: Les charmes du quotidien
- 2008: Drôle animal

## Фільмографія
- 2001: Soft Shell Man: Марі
- 2002: Сповідь небезпечної людини: 2-а подруга Чака
- 2002: Québec-Montréal
- 2002: Savage Messiah
- 2003: «Навали варварів»: Сільвен
- 2004: «Моніка-кулеметниця», фр. Monica la mitraille: Сільвана
- 2004: «Магніти», фр. Les Aimants
- 2005: «Живий товар»: Хелена
- 2007: «По слідам Ігоря Ріцці»: образ подруги
- 2007: «Прекрасна отруйниця»
- 2008: «Пограничний стан», Borderline: Кікі
- 2010: «Висока ціна життя»: Наталі
- 2010: «Поцілунок бороданя», фр. Le Baiser du barbu: Віккі
- 2010-2014: «Травма», фр. Trauma: Веронік Білоду
- 2017: «Тадуссак»: Міріам